# 香月経五郎
香月 経五郎（かつき けいごろう、嘉永2年（1849年） - 明治7年（1874年）4月13日）は、江戸時代後期（幕末）の佐賀藩士。佐賀の乱の首謀者の一人。

## 経歴
嘉永2年（1849年）、佐賀城下早津江に香月三之允の長男として生まれる。藩校弘道館で勉学に励み、慶応3年（1867年）には佐賀藩が長崎に設立した英学校致遠館で修学。明治維新後は東京の江藤新平の元で学び、山中一郎と共に「藤門の双璧」と謳われ程に頭角を現した。明治4年（1871年）の岩倉使節団の際には大使一行や旧藩主鍋島直大の通訳を務め、現地での斡旋ぶりを称揚された。
明治6年（1873年）に小倉処平とともに帰国してからは、征韓論に伴う明治六年政変により江藤新平が職を辞したためこれに同行し佐賀県中属に任官した。
佐賀の乱でははじめ佐賀県参事の森長義と連絡を取り出兵の猶予を働きかけたが失敗し、江藤と共に本陣に備えた。戦闘に敗れてからも佐賀を脱出する江藤に同行し、鹿児島、四国へと向かったが高知県にて捕えられた。乱後の裁判にて斬首。享年26で、斬首となった者の中では中島鼎蔵と共に最年少であった。